# باوتيستا بافلوفسك
باوتيستا بافلوفسك (بالإسبانية: Bautista Pavlovsky)‏ هو لاعب كرة قدم أرجنتيني في مركز الهجوم، ولد في 16 ديسمبر 1997 في بوينس آيرس في الأرجنتين. لعب مع تشاكاريتا جيونيورز ونادي بوتوشاني.

## وصلات خارجية
- باوتيستا بافلوفسك على موقع قاعدة بيانات كرة القدم.إي يو (الإنجليزية)
- باوتيستا بافلوفسك على موقع Soccerway.com (الإنجليزية)